# Hydnum durieui
Hydnum durieui é uma espécie de fungo pertence à família Hydnaceae.